# Vilnia
A Vilnia (más néven: Vilnelė) Litvánia egyik folyója. Forrása Vindžiūnaiban van, 5 kilométerre a litván-belarusz határtól. A folyó mintegy 80 kilométer hosszú, vízgyűjtő területének nagysága 624 km². A vízgyűjtő terület 88%-a Litvániához, a fennmaradó rész Fehéroroszországhoz tartozik. A folyó Vilniusnál ömlik a Nerisbe.
A folyó neve a litván vilnis ("hullám"), vagy vilnyti ("hullámzik") szóból származik, míg Vilnius neve a folyó elnevezéséből ered. A városban a folyó partján áll a Bekes Gáspár erdélyi politikusról és hadvezérről elnevezett Bekes-halom, ami egyben a nyughelye is.